# Station Arenys de Mar
Arenys de Mar is een station van Rodalies Barcelona. Het is gelegen in de gelijknamige gemeente en wordt bediend door lijn R1.
Het station bevindt zich aan het strand.

## Lijnen
| Eindbestemming                          | Vorig station   | Lijn | Volgend station | Eindbestemming   |
| --------------------------------------- | --------------- | ---- | --------------- | ---------------- |
| Molins de Rei L'Hospitalet de Llobregat | Caldes d'Estrac |      | Canet de Mar    | Maçanet-Massanes |